# Alonzo de Soto Mayor
Alonzo de Soto Mayor, orthographié Alonce de Soto Mayor par Jacques de Mailles dans La très joyeuse, plaisante et récréative histoire du gentil seigneur de Bayart, orthographié Soto Maiore par Symphorien Champier, était un chevalier espagnol qui vécut au XVe siècle. Seigneur de Soto Mayor, il était le fils de Pedro Alvarez de Soto Mayor et de Thérèse de Tabora, et était proche parent du chevalier Gonssalle Ferrande.
Par son duel perdu (et mortel) contre le chevalier Bayard, il a contribué à la popularité contemporaine de ce dernier.